# Uladsislau Smjahlikau
Uladsislau Wiktarawitsch Smjahlikau (belarussisch Уладзіслаў Віктаравіч Смяглікаў, englisch Uladzislau Viktaravich Smiahlikau, * 5. April 1993 in Dobrusch, Belarus) ist ein belarussischer Boxer im Schwergewicht. Er war Teilnehmer der 2021 in Tokio ausgetragenen Olympischen Sommerspiele 2020.

## Boxkarriere
Smjahlikau gewann nach einer Finalniederlage gegen Muslim Gadschimagomedow die Silbermedaille bei den Europaspielen 2019 in Minsk und qualifizierte sich bei der europäischen Olympiaqualifikation 2020 in London, welche im Juni 2021 in Paris fortgesetzt wurde, für die Olympischen Sommerspiele in Tokio. Dort schied er im Viertelfinale gegen David Nyika aus.
Bei der Weltmeisterschaft 2021 in Belgrad unterlag er in der zweiten Vorrunde gegen Madiyar Saydraximov und bei der Europameisterschaft 2024 in Belgrad ebenfalls in der zweiten Vorrunde gegen Yan Zak.